# Paanalansaari
Paanalansaari är en ganska stor ö i Finland. Den ligger i sjön Kynsivesi och Leivonvesi och i kommunerna Laukas och Hankasalmi och landskapet Mellersta Finland, i den centrala delen av landet, 250 km norr om huvudstaden Helsingfors. Öns area är 8,72 kvadratkilometer och dess största längd är 5,6 kilometer i nord-sydlig riktning.